# Hans-Joachim Schreckenbach
Hans-Joachim Schreckenbach (* 19. September 1928 in Dresden; † 19. September 2021 in Köln) war ein deutscher Archivar und Historiker.

## Leben
Schreckenbach war der Sohn des Studienrates Johannes Schreckenbach und dessen Ehefrau Elisabeth, geb. Krüger. Der Vater starb 1936, die Mutter und der Bruder kamen im Februar 1945 bei den Luftangriffen auf Dresden ums Leben. Hans-Joachim Schreckenbach war in den letzten Monaten des Zweiten Weltkrieges Flakhelfer im Raum Leipzig. Die Familie Magirius, mit der er über seine Mutter verwandt war, nahm ihn auf. Der Theologe Friedrich Magirius und der Kunsthistoriker und ehemalige sächsische Landeskonservator Heinrich Magirius waren seine Cousins.
Nach dem Abitur 1946 studierte Schreckenbach bis 1951 Geschichte, Germanistik und Anglistik an der Universität Leipzig, er schloss das Studium mit dem Staatsexamen, ab und wurde 1952 promoviert (Kursachsen auf dem Westfälischen Friedenskongress). Von 1951 bis 1953 absolvierte er am Institut für Archivwissenschaft in Potsdam die Ausbildung zum wissenschaftlichen Archivar (2. Staatsexamen). 1953 begann er seine berufliche Tätigkeit am Mecklenburgischen Landeshauptarchiv in Schwerin. 1954 wechselte er an das Goethe- und Schiller-Archiv in Weimar. Ab 1958 war er Abteilungsleiter im Brandenburgischen Landeshauptarchiv (später Staatsarchiv Potsdam).
Während der Wende und friedlichen Revolution in der DDR war er Scheckenbach Mitglied des Runden Tisches im Bezirk Potsdam. Von 1991 bis 1993 war er Referent für Bibliotheks- und Archivfragen im brandenburgischen Ministerium für Wissenschaft, Forschung und Kultur. Nach seinem Ruhestand am 31. Dezember 1993 lehrte Schreckenbach bis Ende 1996 als Honorarprofessor im Fachbereich Archiv-Bibliothek-Dokumentation an der FH Potsdam.
Schreckenbach veröffentlichte u. a. eine fünfbändige Bibliografie zur Geschichte der Mark Brandenburg (1970–1974, 1986) und war maßgeblich an der Ausgestaltung des brandenburgischen Archivrechts nach der Deutschen Wiedervereinigung beteiligt.

## Schriften (Auswahl)
- Kursachsen auf dem Westfälischen Friedenskongress. 1952, Dissertation Universität Leipzig, OCLC 73905914.
- mit Gottfried Dohme: Beiträge zur Verwaltungsgeschichte der Landesregierung Brandenburg 1945–1952. Potsdam 1959, OCLC 836796930.
- Goethes Autographensammlung. Katalog. Weimar 1961, OCLC 36747906.
- Bibliographie zur Geschichte der Mark Brandenburg. OCLC 977190997.
  - Bibliographie zur Geschichte der Mark Brandenburg. Teil 1. Weimar 1970. (Open Access, doi:10.35998/9783830543367)
  - Bibliographie zur Geschichte der Mark Brandenburg. Teil 2. Weimar 1971. (Open Access, doi:10.35998/9783830543398)
  - Bibliographie zur Geschichte der Mark Brandenburg. Teil 3. Weimar 1972. (Open Access, doi:10.35998/9783830543374)
  - Bibliographie zur Geschichte der Mark Brandenburg. Teil 4. Weimar 1974. (Open Access, doi:10.35998/9783830543381)
  - mit Helmut Schönfelder: Bibliographie zur Geschichte der Mark Brandenburg. Teil 5. Altmark. Weimar 1986. (Open Access, doi:10.35998/9783830543435)